# Mammiferi vs Dinosauri
Mammiferi vs Dinosauri (Mammals vs Dinos) è un documentario francese diviso in due parti, che racconta di come i piccoli mammiferi roditori placentari e marsupiali fecero un grande passo avanti nella loro evoluzione dominando la terra per oltre 150 milioni di anni dall'epoca dei giganteschi dinosauri fino a oggi.

## Episodi

### 1- L'era dei giganti
- Nord America
- 220/150 milioni di anni fa

Il primo episodio spiega su come e perché i dinosauri e i mammiferi hanno compiuto un grande passo avanti nella loro evoluzione diventando gli animali più popolari che siano mai esistiti. Per sopravvivere, i dinosauri sono diventati, giganteschi, enormi ed allo stesso tempo divenendo i più grandi animali terrestri che abbiano calpestato la terra. Ma i nostri mammiferi ancestrali, per diversi milioni di anni sono rimasti sempre piccoli e veloci, grazie a ciò ha permesso anche a loro di dominare il nostro pianeta per oltre 150 milioni di anni assieme ai nostri giganteschi uccelli preistorici rimanendovi alla larga. Ma poi agli inizi del Cretaceo l'evoluzione li fece cambiare trasformandoli in temibili predatori che diedero la caccia ad alcune delle specie di dinosauri più popolari di quell'epoca.
Animali comparsi:
- Metoposauro
- Desmatosuco
- Placerias
- Adelobasileo
- Celofiso
- Anchisauro
- Laoletes
- Allosauro
- Stegosauro
- Apatosauro (chiamato Supersauro)

### 2- Dinosauri piumati
- Eurasia e Nord America
- 125/65 milioni di anni fa

In quest'ultima puntata vedremo come i dinosauri e i mammiferi si siano evolutisi e sviluppatisi ancor di più. Infatti dei fossili di trecento specie diverse di dinosauro sono state scoperte nel nordest della Cina con una bizzarra pelle,ma poi si è rivelato che in realtà erano delle piume primitive. Questo dimostra che alcuni di costoro erano dotati di piume primitive e che furono i lontani antenati degli uccelli e che divennero dei formidabili animali che assieme ai nostri ancestrali dominarono anche nel Cretaceo il nostro mondo per oltre 150 milioni di anni.
Animali comparsi:
- Repenomamo
- Microraptor
- Mei long
- Sinosauropteryx
- Dilong
- Psittacosauro
- Purgatorius
- Tirannosauro Rex
- Triceratopo